# Gabriel Cross
Gabriel Cross (* 11. Oktober 1987 in London als Benjamin Williams) ist ein britischer Schwulen-Pornodarsteller.

## Leben und Karriere
Cross wuchs in London auf und ging auf eine katholische Jungenschule. Er war professioneller Tänzer, der als Kind mit dem Birmingham Royal Ballett und der Royal Shakespeare Company arbeitete. Er trat in Opern der Royal Opera und der Glyndebourne Festival Opera sowie Musicals auf und tanzte in einer hauptsächlich in Japan agierenden Tanzgruppe, auf Festivals und in Musikvideos. Diese Arbeit beendete er unter anderem aufgrund einer Verletzung.
In seinen späten Teenagerjahren, etwa mit 19 Jahren, begann er mit der Pornografie und ist seitdem darin mit Unterbrechungen über eine Dekade tätig. Er begann mit Amateurproduktionen und professionell bei dem Studio Titan Men. Sein Künstlername war zunächst Gabriel Ross nach dem Erzengel und seinem zweiten Vornamen. Beim Studio Randy Blue wurde daraus Cross. Randy Blue verließ er für eine Karrierepause, während er sein Studium an der Universität fortsetzte. Nach seinem Abschluss in Innenarchitektur wurde er von dem Studio Men.com kontaktiert und kehrte in die Pornografie zurück. Außerdem ist er in London als Escort buchbar. Seit 2017 ist er auch bei den Paid-Content-Webseiten Onlyfans und Justfor.fans tätig, häufig mit Szenenpartner Griffin Barrows, wo er zu den Schwulenpornodarstellern mit den meisten Abonnenten zählt. Ab 2016 wurde er für Studio-Arbeit wie auch für Paid Content und als Escort ausgezeichnet oder für Preise nominiert.

## Filmografie (Auswahl)
- 2006: Supersize
- 2006: X Fight UK XXX
- 2007: Well Suited
- 2008: Motel Madness 8
- 2010: Off Duty
- 2010: Plug My Hole
- 2010: Scorched
- 2011: Banging Both Ends 3
- 2011: Hole Busting Twinks
- 2014: Hole Busting Blondes
- 2015: Ripped
- 2015: Sunstroke
- 2016: Desert Getaway
- 2016: Flash: A Gay XXX Parody
- 2016: Sense 8: A Gay XXX Parody
- 2016: Stiff Sentence (II)
- 2016: Towel Off
- 2017: Depth of Focus
- 2017: Dirty Work
- 2017: Experimenting in College
- 2017: Hard Dick Does the Trick
- 2017: Overpowered
- 2017: Paris Perfect
- 2017: Pirates: A Gay XXX Parody
- 2017: Quick, Fuck Me Raw
- 2017: Skuff: Dog House
- 2018: Hungry for Moore
- 2018: Night at the Entourage
- 2018: Paranormal
- 2018: Porn4Prep
- 2018: Sex God
- 2019: London Calling (II)

## Auszeichnungen und Nominierungen
Cybersocket Awards
- 2020: Justfor.fans-Model des Jahres – Nominierung

GayVN Awards
- 2018:
  - Beste Gruppenszene für Sense 8: A Gay XXX Parody (2016) – Nominierung
  - Beste Twink-Szene für Flash: A Gay XXX Parody (2016) – Nominierung
- 2019: Beste Gruppenszene für Pirates: A Gay XXX Parody (2017) – Nominierung
- 2020: Beste Duo-Szene, mit Cutler X – Nominierung

Prowler Porn Awards
- 2016: Bestes britisches Onscreen-Paar – Nominierung
- 2017:
  - Bester britischer Bottom – Gewinner
  - Bester britischer Newcomer – Nominierung
  - Bestes britisches Onscreen-Paar – Nominierung
- 2018:
  - Bester europäischer Bottom – Nominierung
  - Bestes europäisches Paar für Paranormal – Gewinner
- 2019:
  - Bester europäischer Bottom – Gewinner
  - Bester europäischer Escort – Gewinner
  - Bester europäischer Jock – Nominierung
  - Heißester europäischer Pornostar – Nominierung

Raven’s Eden Awards
- 2019: Bester internationaler Performer – Gewinner

XBIZ Europa Awards
- 2019: Schwuler Performer des Jahres – Nominierung